# Baeospora
Baeospora is een geslacht van schimmels uit de orde Agaricales. De typesoort is Baeospora myosura. De familie is nog niet met zekerheid bepaald (Incertae sedis).

## Soorten
Volgens Index Fungorum telt het geslacht 13 soorten, namelijk (peildatum april 2022):
| Soortnaam                            | Auteur(s)              | Publicatiejaar |
| ------------------------------------ | ---------------------- | -------------- |
| Baeospora brunneipes                 | (Singer) Singer        | 1962           |
| Baeospora cristobalensis             | Corner                 | 1994           |
| Baeospora curtipes                   | Corner                 | 1994           |
| Baeospora familia                    | Singer                 | 1938           |
| Baeospora mundula                    | Singer                 | 1989           |
| Baeospora myosura (Muizenstaartzwam) | (Fr.) Singer           | 1938           |
| Baeospora myriadophylla              | (Peck) Singer          | 1938           |
| Baeospora occidentalis               | L.J. Hutchison & Kropp | 2012           |
| Baeospora pallida                    | Singer                 | 1977           |
| Baeospora pleurotoides               | (Dennis) Singer        | 1962           |
| Baeospora rubrinigrescens            | Corner                 | 1994           |
| Baeospora stenophylla                | Maas Geest. & E. Horak | 1995           |
| Baeospora violaceifolia              | Corner                 | 1994           |